# CSM Volei Alba Blaj
El Clubul Sportiv Municipal Volei Alba Blaj, más conocido como Volei Alba Blaj, es un club de voleibol femenino de la ciudad de Blaj, Rumania, fundado en 2011. Sus mayores logros son siete títulos de la Divizia A1 (2014-15, 2015-16, 2016-17, 2018-19, 2019–20, 2021–22 y 2022–23) y cuatro en la Copa de Rumania (2016–17, 2018–19, 2020–21 y 2021–22), además de dos subcampeonatos de la Copa CEV y otro en la Liga de Campeones.

## Historia
El equipo fue creado en mayo de 2011, fruto de una colaboración entre el Ayuntamiento de Blaj y el Distrito de Alba. Su primer partido oficial tuvo lugar el 1 de octubre de 2011, ganando por 3-0 al CSM Codlea. El club de Blaj ascendió a la División A1 del Campeonato Rumano en 2012 al ganar el Torneo de Promoción A1.
Llegó a la División A1 del Campeonato Rumano en la temporada 2012-13, donde fue eliminado en cuartos de final. Después de un séptimo puesto en su primera temporada, el Volei Alba Blaj ganó la medalla de bronce en la temporada siguiente (2013/2014). 
El equipo ganó su primer título de la División A1 al derrotar al CSM Târgoviște por 3-1 (24-26, 25-17, 25-16, 25-21) en la final de la temporada 2014-15. Esa misma temporada disputó su primera edición de la Copa CEV, finalizando en el decimotercer lugar. En la Copa de Rumanía acabó en cuarto lugar.
En la siguiente temporada llegó su segundo título de la División A1 en la temporada 2015-16, luego de derrotar nuvamente al CSM Târgoviște en la final por 3-0 (25-15, 25-19, 26-24).  En una nueva edición de la Copa CEV, terminó en quinto lugar. También disputó su primera Liga de Campeones de Europa, alcanzando el decimocuarto puesto.  A nivel local cayó en las semifinales de la Copa de Rumanía, quedando en tercer lugar.
La temporada 2016-17 se transformó en la más exitosa para el Volei Alba Blaj hasta la fecha. Se convirtió en tricampeón nacional al derrotar al CSM Bucureşti en la serie final.  Fue subcampeón de la Supercopa de Rumanía y ganó, por primera vez, el título de la Copa de Rumanía, al vencer al CSM Târgoviște en la final por 3-0 (25-14, 25-17, 25-19).  Terminó decimocuarto en la Liga de Campeones de Europa 2016-17.
La temporada siguiente estuvo marcada por subcampeonatos. Ganaron la plata nacional en la División A1, tras ser derrotados por CSM Bucureşti,con el mismo resultado en la Copa de Rumanía. Llegó a la final de la Liga de Campeones de Europa 2017-18 tras dar la sorpresa derrotando al Galatasaray SK en el final four disputado en Bucarest, para luego caer ante el Vakıfbank S.K. en el último partido.
En 2019-20 el equipo obtuvo su quinto título nacional en una temporada que debió interrumpirse dos veces debido a la pandemia de COVID-19. La copa rumana de ese año fue cancelada en cuartos de final debido al mismo problema. En la temporada siguiente, disputada sin público, el Alba-Blaj se quedó con su tercera Copa Rumana tras derrotar 3-0 al Dinamo Bucarest en la final, pero logró solo el subcampeonato de Liga.
La temporada siguiente estaría marcada por la llegada de un nuevo entrenador, Stevan Ljubičić, con el que el Volei Alba Blaj realizó una temporada 2021/2022 perfecta, conquistando por primera vez los tres trofeos nacionales: el campeonato de Liga (por delante del ex campeón CSM Tâgoviște), la Copa y la Supercopa de Rumania, tras vencer en la final por 3-1 ante el mismo equipo.
En la temporada 2022/23 se consagró campeón de Liga, consiguiendo así su séptimo título, además de quedarse con su segunda Supercopa rumana tras vencer 3-1 al CSM Lugoj actuando como local en su nuevo estadio con capacidad para 2000 personas.

## Competiciones europeas
Su primera participación continental fue en 2014 en la Copa CEV, para en 2015/2016 y 2016/2017 y 2017/2018 formar parte de la fase de grupos de la Liga de Campeones, la competencia interclubes europea más importante. En su participación de 2017-18 alcanzó el subcampeonato. Al año siguiente retornó a la Copa CEV, llegando a la final, donde fue derrotado por el club italiano Yamamay E-work Busto Arsizio. En la temporada 2019/2020, tras ser campeón nacional, el Alba Blaj retornó a la Liga de Campeones, donde a pesar de obtener tres victorias y tres derrotas no pudo superar la fase de grupos.
La pandemia de coronavirus sumada a una reducción del presupuesto del equipo, hicieron que en la temporada 2020/2021 el CSM Volei Alba Blaj participase en la tercera competición europea, la Challenge Cup. Allí logró llegar a la final de la competencia, para caer ante el Sistem9 Yesilyurt Estambul de Turquía. En la temporada siguiente, 2021/22 el equipo alcanzó las semifinales de la Copa CEV tras superar al Vasas Budapesta, PAOK Salonik y al Volero Le Cannet, para perder en semifinales ante el Eczacıbaşı turco, a la postre ganador del certamen.
En 2022/23 compitió en la Copa CEV, donde nuevamente se quedó con el subcampeonato tras caer en dos finales ante el Scandicci Savino Del Bene.

## Títulos
| NACIONALES         | NACIONALES       | NACIONALES | NACIONALES                                                     |
|                    | Competencia      | Títulos    | Temporadas                                                     |
| ------------------ | ---------------- | ---------- | -------------------------------------------------------------- |
| Bandera de Rumania | División A1      | 7          | 2014–15, 2015–16, 2016–17, 2018–19, 2019–20, 2021–22 y 2022–23 |
| Bandera de Rumania | Copa Rumana      | 4          | 2016–17, 2018–19, 2020–21 y 2021–22                            |
| Bandera de Rumania | Supercopa Rumana | 1          | 2021                                                           |